# Ihor Razor'onov
Ihor Anatolijovyč Razor'onov (in ucraino Ігор Анатолійович Разорьонов?; Lyman, 25 marzo 1970) è un ex sollevatore ucraino.

## Carriera
Nel 1993 Razor'onov ha ottenuto il suo primo risultato importante a livello internazionale, vincendo la medaglia di bronzo nella categoria fino a 108 kg. ai Campionati mondiali di Melbourne con 415 kg. nel totale.
L'anno seguente ha preso la stessa medaglia ai Campionati europei di Sokolov con 402,5 kg. nel totale, dietro al connazionale Timur Tajmazov (430 kg.) ed al russo Vadim Stasenko (412,5 kg.).
Nel 1995 ha vinto la medaglia d'oro ai Campionati mondiali di Guangzhou con 417,5 kg. nel totale e nel 1996 ha partecipato alle Olimpiadi di Atlanta, dove non ha concluso la gara, ritirandosi dopo il primo tentativo fallito nella prova di strappo.
Nel 1998 è tornato a vincere la medaglia d'oro ai Campionati mondiali di Lahti con 422,5 kg. nel totale, sempre nella categoria dei pesi massimi, il cui limite nel frattempo era stato ridotto a 105 kg.
Due anni dopo ha partecipato alle Olimpiadi di Sydney 2000, terminando al 4º posto finale con 420 kg. nel totale, stesso risultato ottenuto dal qatariota di origine bulgara Said Saif Asaad, con attribuzione della medaglia di bronzo a quest'ultimo grazie al suo peso corporeo leggermente inferiore.
Nel 2001 ha vinto la medaglia di bronzo ai Campionati mondiali di Antalya con 417,5 kg. nel totale e nel 2003 ha conquistato il suo primo successo continentale, vincendo la medaglia d'oro ai Campionati europei di Loutraki con 425 kg. nel totale.
Nel 2004 ha preso parte alle Olimpiadi di Atene, dove, all'età di 34 anni, ha finalmente ottenuto la sua prima ed unica medaglia olimpica, vincendo la medaglia d'argento con 420 kg. nel totale, battuto dal sorprendente russo Dmitrij Berestov (425 kg.). In quella gara Razor'onov ha terminato originariamente al 3º posto, ma successivamente il 2º classificato, l'ungherese Ferenc Gyurkovics (anch'egli con 420 kg. nel totale), è stato trovato positivo al doping e pertanto squalificato, con avanzamento di Razor'onov alla medaglia d'argento.
Dopo i Giochi Olimpici del 2004 Razor'onov si è allontanato dall'attività agonistica, rientrando alle gare in tempo per partecipare alle Olimpiadi di Pechino 2008, durante le quali ha ottenuto il risultato di 410 kg. nel totale che lo ha classificato al 6º posto finale, ma nel 2016, in seguito ad ulteriori controlli, è stato a sua volta squalificato da questa gara per positività al nandrolone.